# استاری آرتائول
استاری آرتائول (انگلیسی: Stary Artaul) یک شهرک در شهرستان یانائولسکی استان باشقیرستان کشور روسیه است.